# Ivor Weitzer
Ivor Weitzer (Rijeka, 24. svibnja 1988.) hrvatski je nogometaš koji trenutačno nastupa za Opatiju.
U Istru 1961 je prešao iz Širokog Brijega u siječnju 2011. godine. Bivši je igrač Rijeke, Orijenta, Pomorca i iranskog Malavana.
Poznat je i kao dobar malonogometaš.
Upisao je jedan nastup za reprezentaciju Hrvatske do 19 godina.

## Vanjske poveznice
- Profil na transfermarkt.com
- Profil na int.soccerway.com